# 3rd Missouri Infantry
Le 3rd Missouri Volunteer Infantry est un régiment d'infanterie qui a servi dans l'armée de l'Union pendant la guerre de Sécession.

## Service
Le 3rd Missouri Infantry est organisé à Saint-Louis, dans le Missouri, du 3 septembre 1861 au 18 janvier 1862. Il est affecté à la deuxième brigade de l'armée du sud-ouest du Missouri jusqu'en février, 1862. Il est ensuite non affecté, dans l'armée, du sud-ouest du Missouri jusqu'en mai, 1862. Il est dans la troisième division de l'armée du sud-ouest du Missouri jusqu'en juillet 1862. 
Le régiment est affecté ensuite au district de l'Arkansas oriental dans le département du Missouri, jusqu'en novembre, 1862. Il est dans la première brigade de la première division du district de l'Arkansas oriental jusqu'en décembre 1862 et dans la première brigade de la onzième division de l'aile droite du XIIIe corps (ancien) dans le département du Tennessee, jusqu'en décembre 1862. Le régiment est ensuite affecté à la deuxième brigade de la quatrième division lors de l'expédition de la Yazoo de Sherman jusqu'en janvier 1863. 
Il est dans la deuxième brigade de la première division du XVe corps de l'armée du Tennessee jusqu'en septembre, 1863. Il est dans la première brigade de la première division du XVe corps jusqu'en décembre 1863 puis dans la troisième brigade de la première division du XVe corps jusqu'en novembre, 1864.

## Historique détaillée

### 1862
Quatre compagnies sont envoyées à Rolla, dans le Missouri en janvier 1862, pour rejoindre l'armée du général Samuel R. Curtis. Deux compagnies sont à Alton,  en Illinois, jusqu'en mars 1862 ; puis elles rejoignent quatre compagnies à Benton Barracks ; elles rejoignent alors le régiment à Cassville, au Missouri. le régiment participe à la campagne de Curtis contre le général confédéré Sterling Price dans le Missouri et l'Arkansas, de janvier à mars 1862. Le régiment avance sur Springfield, au Missouri du 2 au  11 février. Il poursuit Price dans l'Arkansas du 14 au 28 février. 
Le régiment participe aux batailles de Pea Ridge, en Arkansas les 6, 7 et 8 mars, de Batesville, en Arkansas, du 5 avril au 3 mai. La compagnie B est à Searcy Landng sur  la rivière Little Red le 19 mai. Le régiment marche sur Helena, en Arkansas du 25 mai au 14 juillet et participe à l'expédition qui part de Searcy Landin pour aller sur West Point, Searcy et Bayou des Arc  le 27 mai. Il participe à l'expédition à partir d'Helena vers le nord de la rivière White du 5 au 8 août. Il est envoyé à Ironton et Pilot Knob, dans le Missouri, le 1er septembre. Le régiment est à  St. Genevieve, le 12 novembre, et retourne à Helena le 23 novembre et y est en service jusqu'au 22 décembre. Il participe à l'expédition de la Yazoo de Sherman du 22 décembre 1862 au 3 janvier 1863. Le régiment est à Chickasaw Bayou du 26 au 28 décembre et à Chickasaw Bluff le 29 décembre.

### 1863
Le 3rd Missouri Infantry  participe à l'expédition d'Arkansas Post, en Arkansas du 3 au 10 janvier 1863. Il participe à l'assaut et à la prise du fort Hindman, à Arkansas Post les 10 et 11 janvier. Il est envoyé à Young's Point, en Louisiane du 17 au 23 janvier et y est en service jusqu'au mois de mars. Il est à Milliken Bend jusqu'au mois d'avril. Il participe à l'expédition sur Greenville, Black Bayou et Deer Creek du 2 au 14 avril. Le régiment fait une démonstration sur Haines et Drumgould's Bluffs du 29 avril au 2 mai. 
Il est envoyé se joindre à l'armée à l'arrière de Vicksburg, au Mississippi, via Richmond et Grand Gulf du 2 au 14 mai. Il est Mississippi Springs les 12 et 13 mai. Il participe à la bataille de Jackson, au Mississippi le 14 mai et au siège de Vicksburg du 18 mai au 4 juillet. Il participe à l'assaut contre Vicksburg les 19 et 22 mai et à la reddition de Vicksburg le 4 juillet. Le régiment avance alors sur Jackson, au Mississippi du 5 au 10 juillet et participe au siège de Jackson du 10 au 17 juillet. Il est à Bolton Depot le 16 juillet et à Briar Creek, près de Canton, le 17 juillet. Il est à Canton le 18 juillet. Le régiment établit son camp à Big Black jusqu'au 27 septembre. 
Il s'installe à Memphis, au Tennessee, et de là, marche sur Chattanooga, au Tennessee du 27 septembre au 21 novembre. Il participe aux opérations contre le chemin de fer de Memphis & Charleston en Alabama du 20 au 29 octobre. Il est à Cherokee Station le 21 octobre et le 29. Ensuite, il est à Cane Creek le 26 octobre et à Tuscumbia les 26 et 27 octobre. Le régiment participe aux batailles de Chattanooga du 23 au 27 novembre,  de Lookout Mountain les 23 et 24 novembre ; de Mission Ridge le 25 novembre, de Ringgold Gap, de Taylor Ridge le 27 novembre. Il est en service de garnison à Woodville et Scottsboro, en Alabama, et Cleveland, au Tennessee, jusqu'en mai, 1864. Il participe à la campagne d'Atlanta (Géorgie) du 1er mai au 8 septembre. 

### 1864
Le 3rd Missouri Infantry fait une démonstration à Resaca du 8 au 13 mai et participe à la bataille de Resaca les 14 et 15 mai. Le régiment avance sur Dallas du 18 au 25 mai et participe aux batailles pour Dallas, New Hope Church et Allatoona Hills  du 25 mai au 5 juin. 
Il participe ensuite aux opérations de Marietta et contre Kenesaw Mountain du 10 juin au 2 juillet. Il est à Brushy Mountain du 15 au 17 juin et participe à l'assaut sur Kenesaw Mountain le 27 juin. Il est Nickajack Creek du 2 au 5 juillet et sur la rivière Chattahoochie du 6 au 17 juillet. Il participe à la bataille d'Atlanta le 22 juillet et au siège d'Atlanta du 22 juillet au 25 août. Il est à Ezra Chapel, et lors de la seconde sortie de Hood le 28 juillet. Il participe au mouvement de flanc sur Jonesboro du 25 au 30 août et participe à la bataille de Jonesborough du 31 août au 1er septembre et à celle de Lovejoy's Station du 2 au 6 septembre. Le régiment participe aux opérations contre Hood dans l'Alabama du nord et la Géorgie du nord du 1er au 26 octobre. 

### Fin du service
Le régiment est libéré du service compagnie par compagnie : la compagnie B le 5 septembre, la compagnie K le 5 septembre, la compagnie C le 28 septembre, les compagnie E et F le 17 octobre, la compagnie H le 2 novembre, la compagnie G le 3 novembre, la compagnie I le 16 novembre et la compagnie D le 23 novembre 1864. 
Les vétérans et les recrues sont transférés dans le 15th Missouri Infantry.

## Pertes
Le régiment perd pendant son service 3 officiers et 89 hommes du rang tués ou blessés mortellement et 3 officiers et  145 hommes du rang par maladie, pour un total de 240 hommes.